# هندریک خولتسیوس
هندریک خولتسیوس (هلندی: Hendrik Goltzius; ژانویه/فوریه ۱۵۵۸ – ۱ ژانویهٔ ۱۶۱۷) نقاش اهل هلند بود.
وی در عصر طلایی نقاشی هلند در قرن ۱۶ و ۱۷ میلادی زندگی می‌کرده و بیشتر آثارش با موضوع انسان‌ها بوده‌است.

## نگارخانه

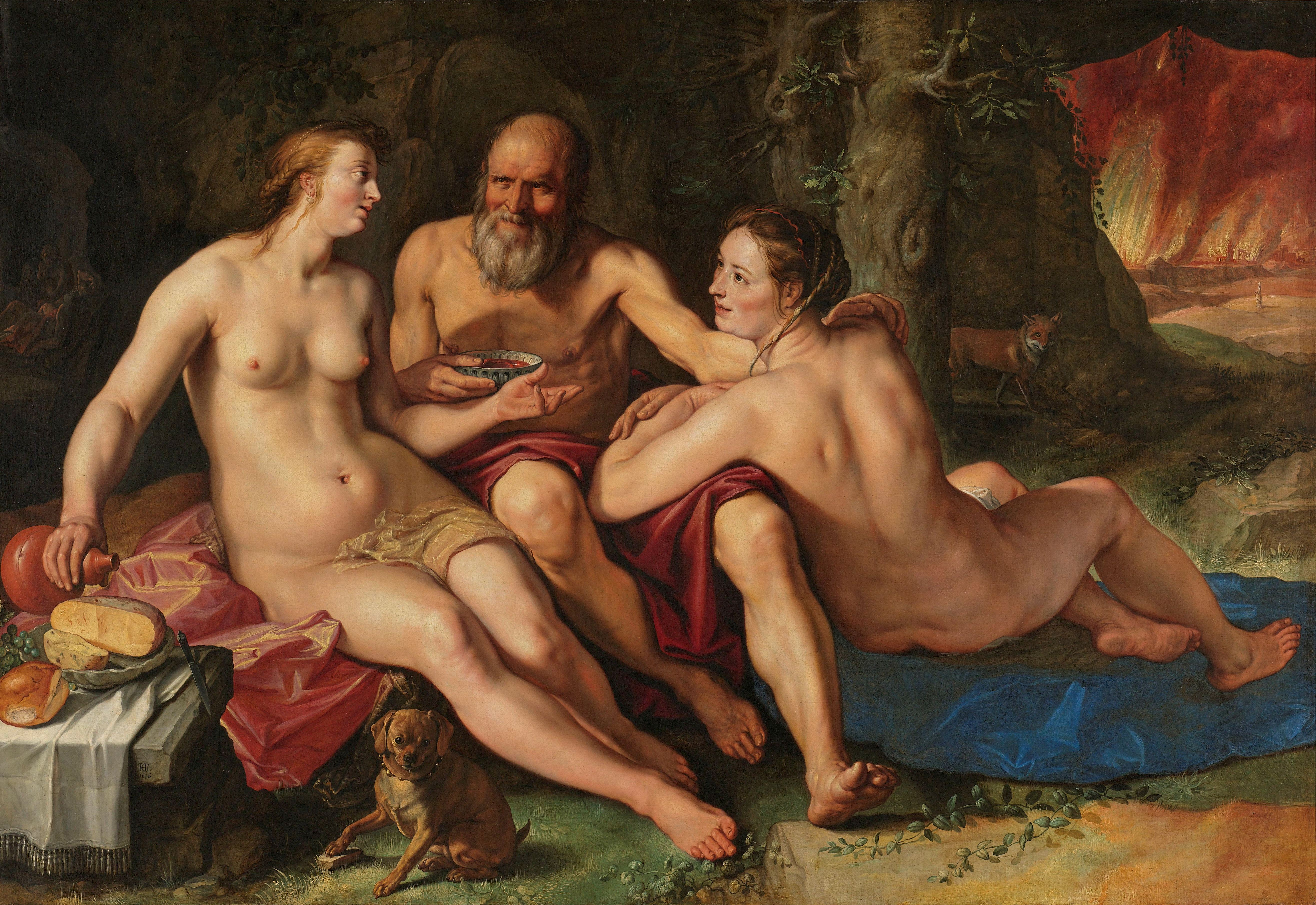
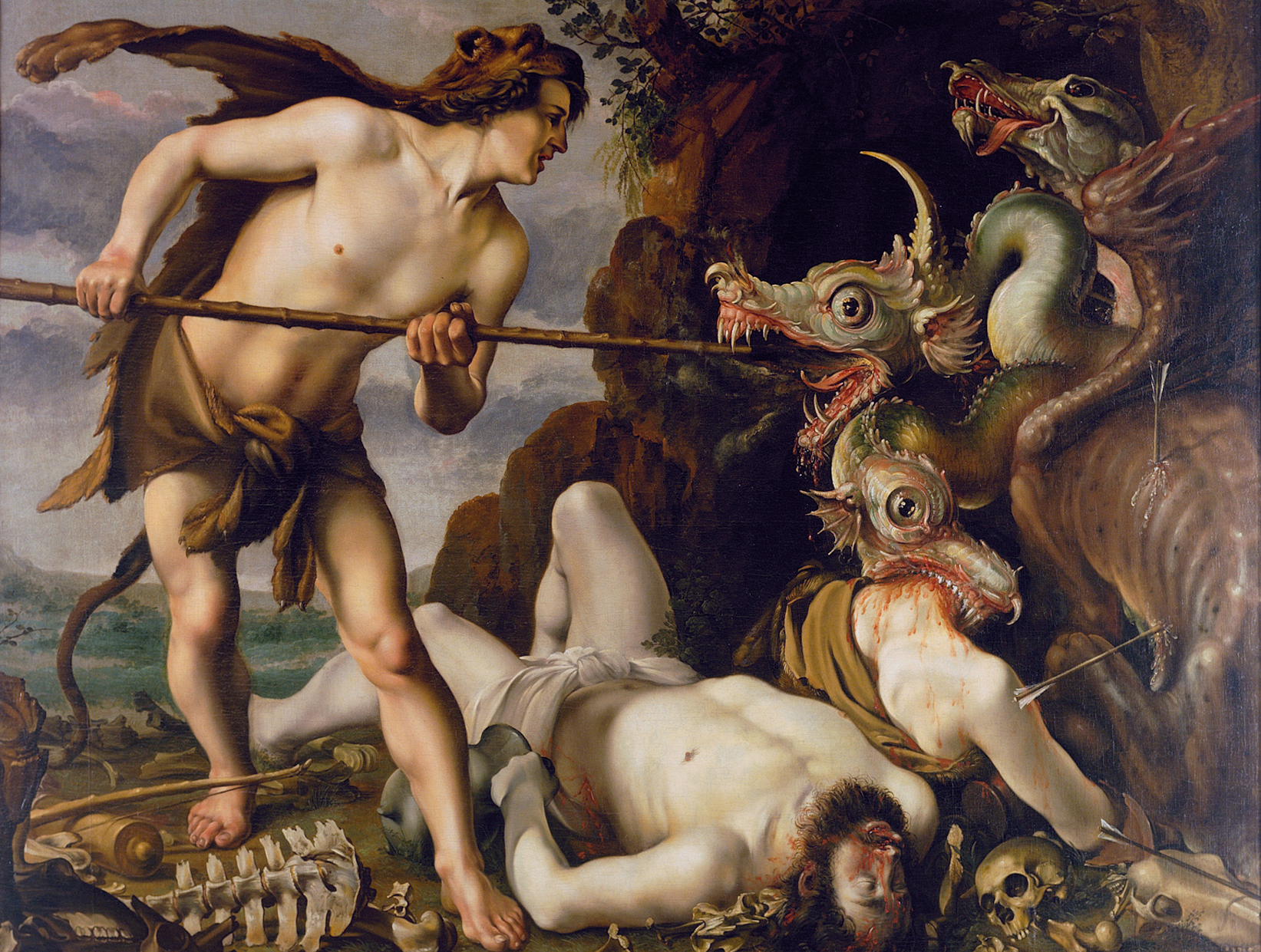
قتل اژدها توسط کادموس بین ۱۵۷۳ و ۱۶۱۷ م. نگارخانه ملی دانمارک
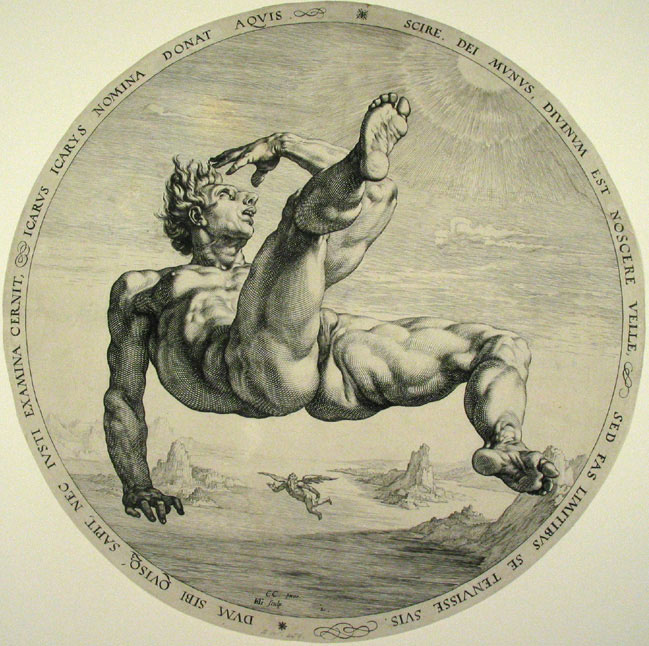
ایکاروس (1588) from the series The four disgracers
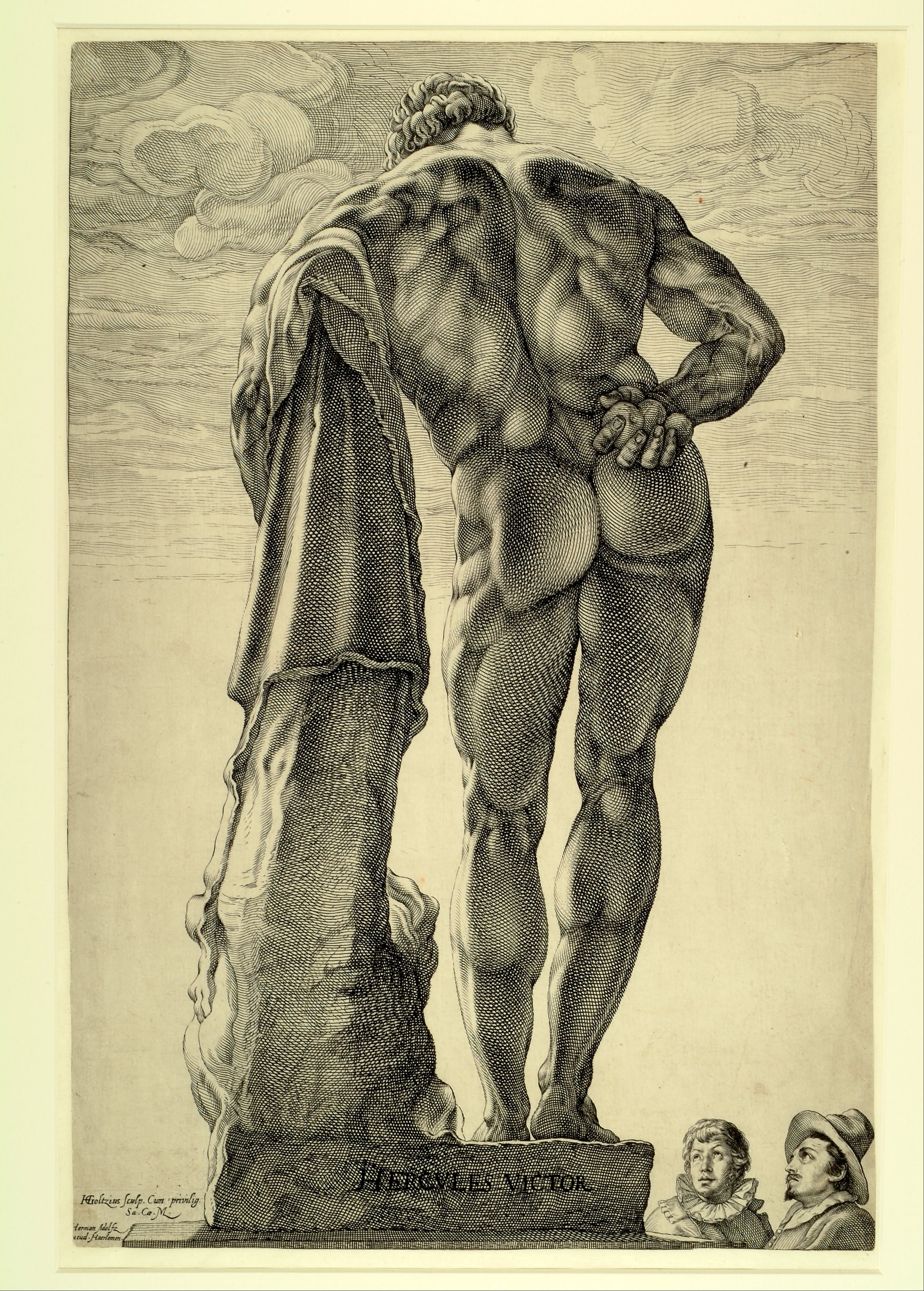
Engraving of the Farnese Hercules, c. 1598
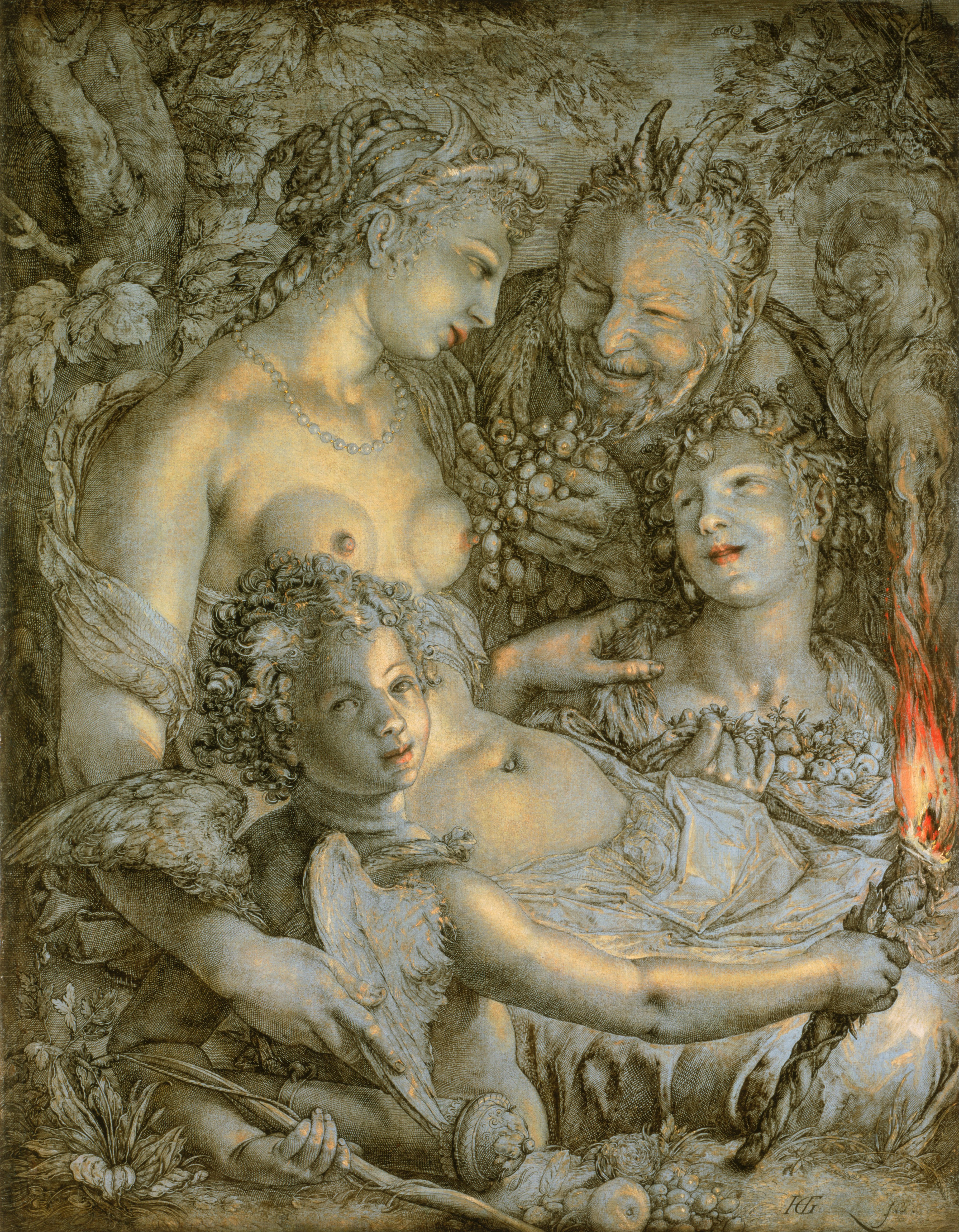
Sine Cerere et Baccho friget Venus (Without Ceres and Bacchus, Venus Would Freeze), 1600–03
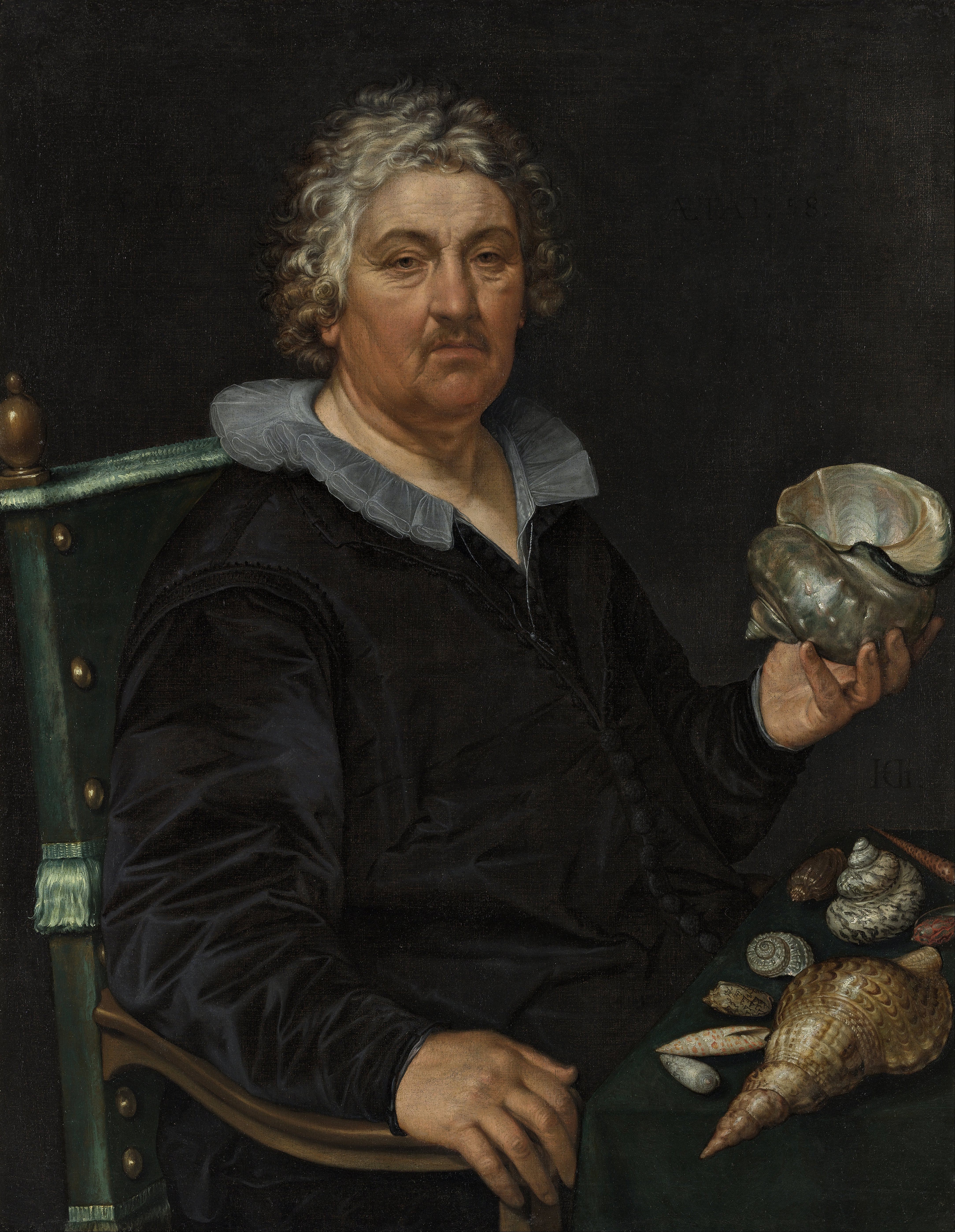
Portrait of the Shell Collector Jan Govertsen van der Aer (1603)
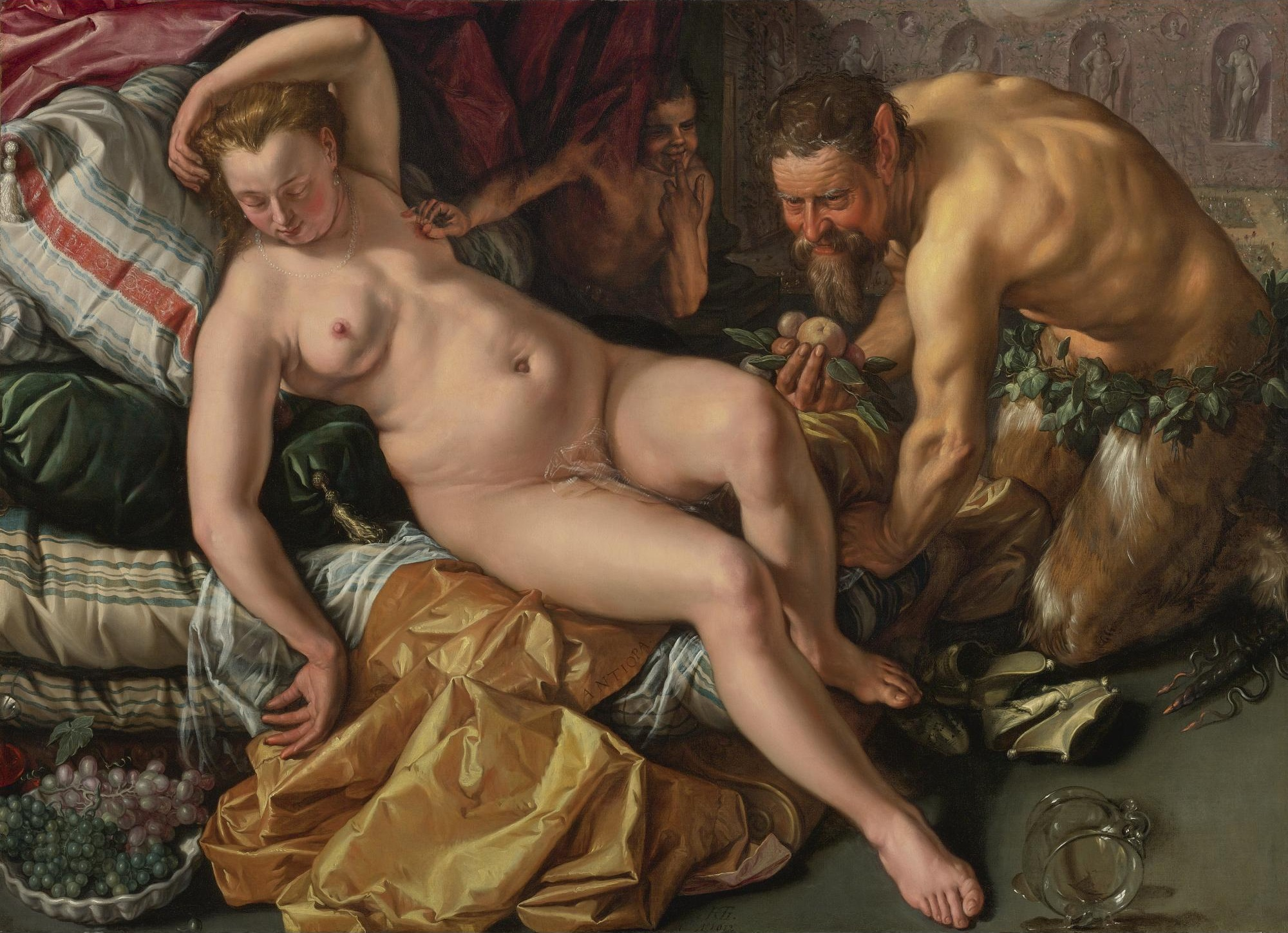
ژوپیتر و آنتیوپ ۱۶۱۲ م. نگارخانه ملی لندن
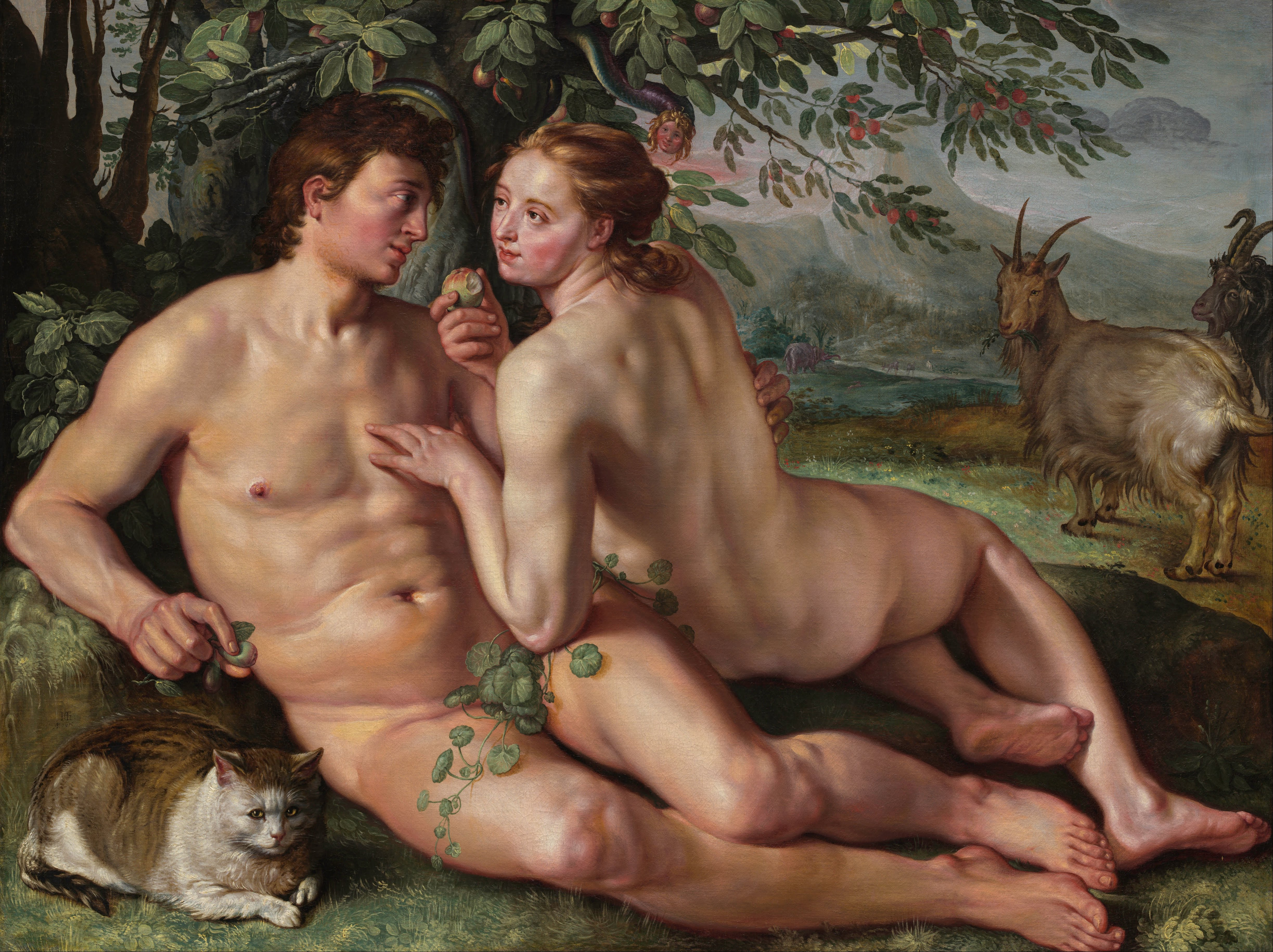
هُبوطِ انسان حدود ۱۶۱۶ م. نگارخانه ملی هنر آمریکا
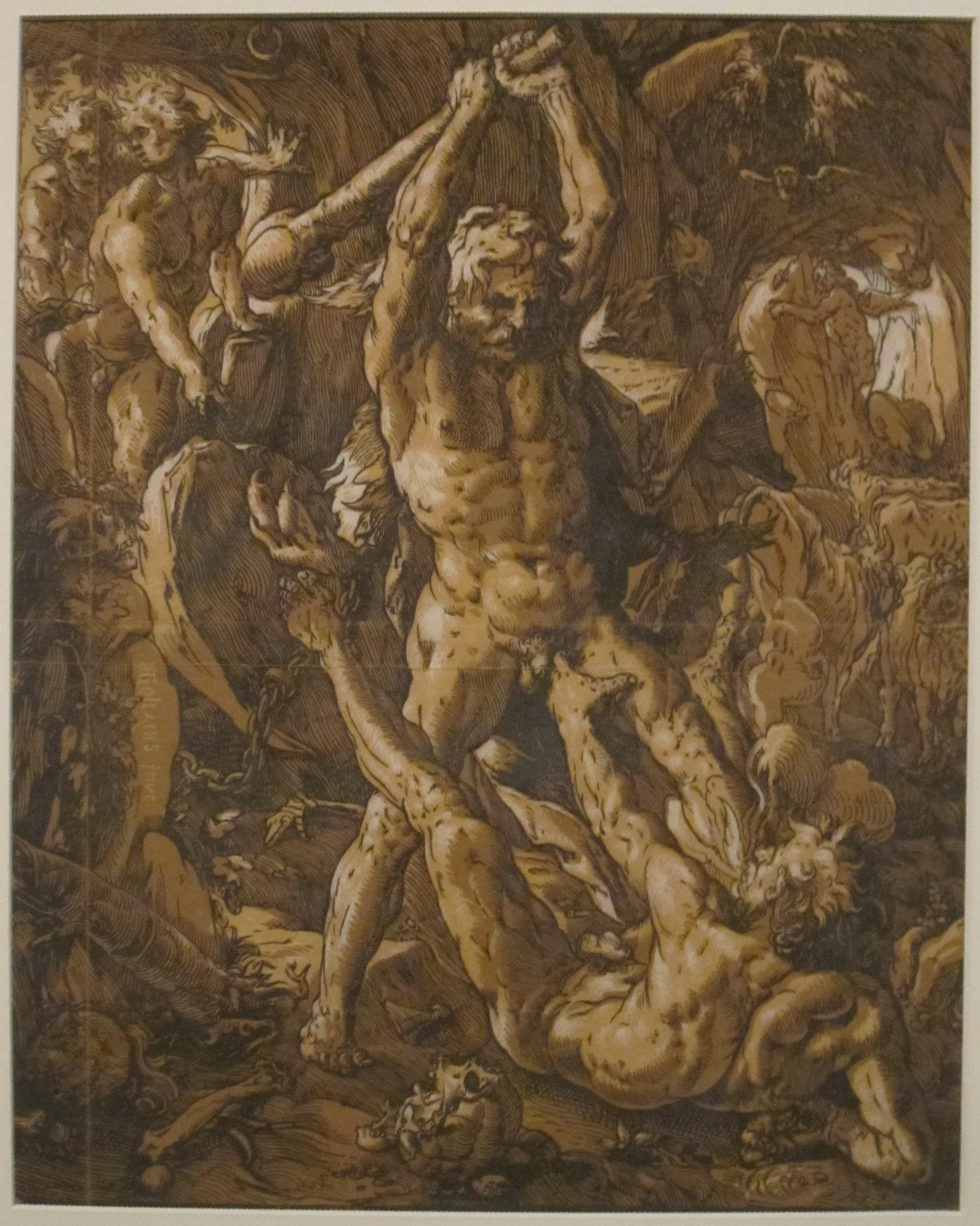
Hercules Killing Cacus, a چوب‌تراشی، ۱۵۸۸